# Microgaster messoria
Microgaster messoria är en stekelart som beskrevs av Alexander Henry Haliday 1834. Microgaster messoria ingår i släktet Microgaster och familjen bracksteklar. Arten är reproducerande i Sverige. Inga underarter finns listade i Catalogue of Life.